# Польський легіон у Туреччині
Польський легіон у Туреччині (пол. Legion Polski w Turcji) — польське військове формування створене у Стамбулі з польських емігрантів під час російсько-турецької війни 1877—1878 рр.
Склад:
- європейський підрозділ
- азійський підрозділ

Європейський підрозділ у складі 70 чоловік під командою Юзефа Ягміна увійшов до складу дивізії Салга Паші і 23 серпня 1877 взяв участь у битві під Кізлярем. Азійський підрозділ воював на кавказькому фронті.